# IIe dynastie égyptienne
v. 2900 AEC – 2750 AEC,
Entités précédentes :
- Ire dynastie

Entités suivantes :
- IIIe dynastie

La IIe dynastie de la période thinite est une dynastie assez obscure de l'histoire égyptienne vers 2900-2750 AEC. La durée de la dynastie est incertaine, autour de 150 ans selon les reconstitutions des chercheurs, tandis que le nombre de rois et leur ordre de succession font l'objet de vifs débats du fait de la pauvreté de la documentation.

## Souverains de laIIedynastie
Les sources principales attestant l'existence et les réalisations des rois de la dynastie sont issues de Saqqarah (les vases en pierre découverts dans les galeries sous la pyramide de Djéser, les tombes A et B situées au sud de l'enceinte du complexe funéraire de Djéser, et le cimetière de l'élite de l'époque située à Saqqarah-Nord), d'Abydos (les tombes P et V du cimetière Oumm el-Qa'ab et les enclos funéraires en bordure de désert) ainsi que des villes de Nekhen et d'El Kab, situées l'une en face de l'autre et dans lesquelles le dernier roi de la dynastie, Khâsekhemouy, a été très actif. Les noms des sources contemporaines connus actuellement sont les suivants :
|                                                                                |                                                                                            |           |  |  |  |  |  |  |  |  |  |  |  |  |  |  |  |  |  |
| Hor Hotepsekhemouy                                                             | Hotep-Nebty                                                                                |           |  |  |  |  |  |  |  |  |  |  |  |  |  |  |  |  |  |
| Hor Nebrê                                                                      |                                                                                            |           |  |  |  |  |  |  |  |  |  |  |  |  |  |  |  |  |  |
| Hor Nynetjer                                                                   | Nynetjer-Nebty                                                                             | Ren-Nebou |  |  |  |  |  |  |  |  |  |  |  |  |  |  |  |  |  |
|                                                                                | Ouneg-Nebty                                                                                |           |  |  |  |  |  |  |  |  |  |  |  |  |  |  |  |  |  |
|                                                                                | Séned                                                                                      |           |  |  |  |  |  |  |  |  |  |  |  |  |  |  |  |  |  |
|                                                                                | Noubnefer                                                                                  |           |  |  |  |  |  |  |  |  |  |  |  |  |  |  |  |  |  |
| Hor Sneferka (ou fin de la Ire dynastie)                                       |                                                                                            |           |  |  |  |  |  |  |  |  |  |  |  |  |  |  |  |  |  |
| Hor Oiseau (ou fin de la Ire dynastie)                                         |                                                                                            |           |  |  |  |  |  |  |  |  |  |  |  |  |  |  |  |  |  |
| Hor Ba                                                                         |                                                                                            |           |  |  |  |  |  |  |  |  |  |  |  |  |  |  |  |  |  |
| Hor Sa                                                                         |                                                                                            |           |  |  |  |  |  |  |  |  |  |  |  |  |  |  |  |  |  |
| Seth Péribsen                                                                  | Péribsen                                                                                   |           |  |  |  |  |  |  |  |  |  |  |  |  |  |  |  |  |  |
| Hor Sekhemib Hor Sekhemib-Perenmaât                                            | Sekhemib-Perenmaât Sekhemib-Perenmaât-Nebty                                                |           |  |  |  |  |  |  |  |  |  |  |  |  |  |  |  |  |  |
| Hor Khâsekhem Hor-Seth Khâsekhemouy Hor-Seth Khâsekhemouy-Hotep-Netjerouy-Imef | Nebty-Khasekhemouy Nebty-Khasekhemouy-Neboukhetsen Nebty-Khâsekhemouy-Hotep-Netjerouy-Imef |           |  |  |  |  |  |  |  |  |  |  |  |  |  |  |  |  |  |

Les trois premiers rois, Hotepsekhemouy, Nebrê et Nynetjer, semblent avoir régné sur toute l'Égypte. À la suite de Nynetjer, la situation semble confuse et à l'heure actuelle, on ignore ce qu'il s'est réellement passé, mais il est possible que le pays soit divisé. Le dernier roi Khâsekhem, venu peut-être du sud, semble avoir réunifié le pays, et par la suite modifié son nom en Khâsekhemouy.
On remarque que pour plusieurs rois, un seul nom a été retrouvé. Ainsi, il est possible que les noms de Nebty Ouneg-Nebty, Séned et Noubnefer soient à associer aux noms d'Horus Nebrê, Ba, Sa, Sneferka et Oiseau.

### Attestations contemporaines

#### Hotepsekhemouy

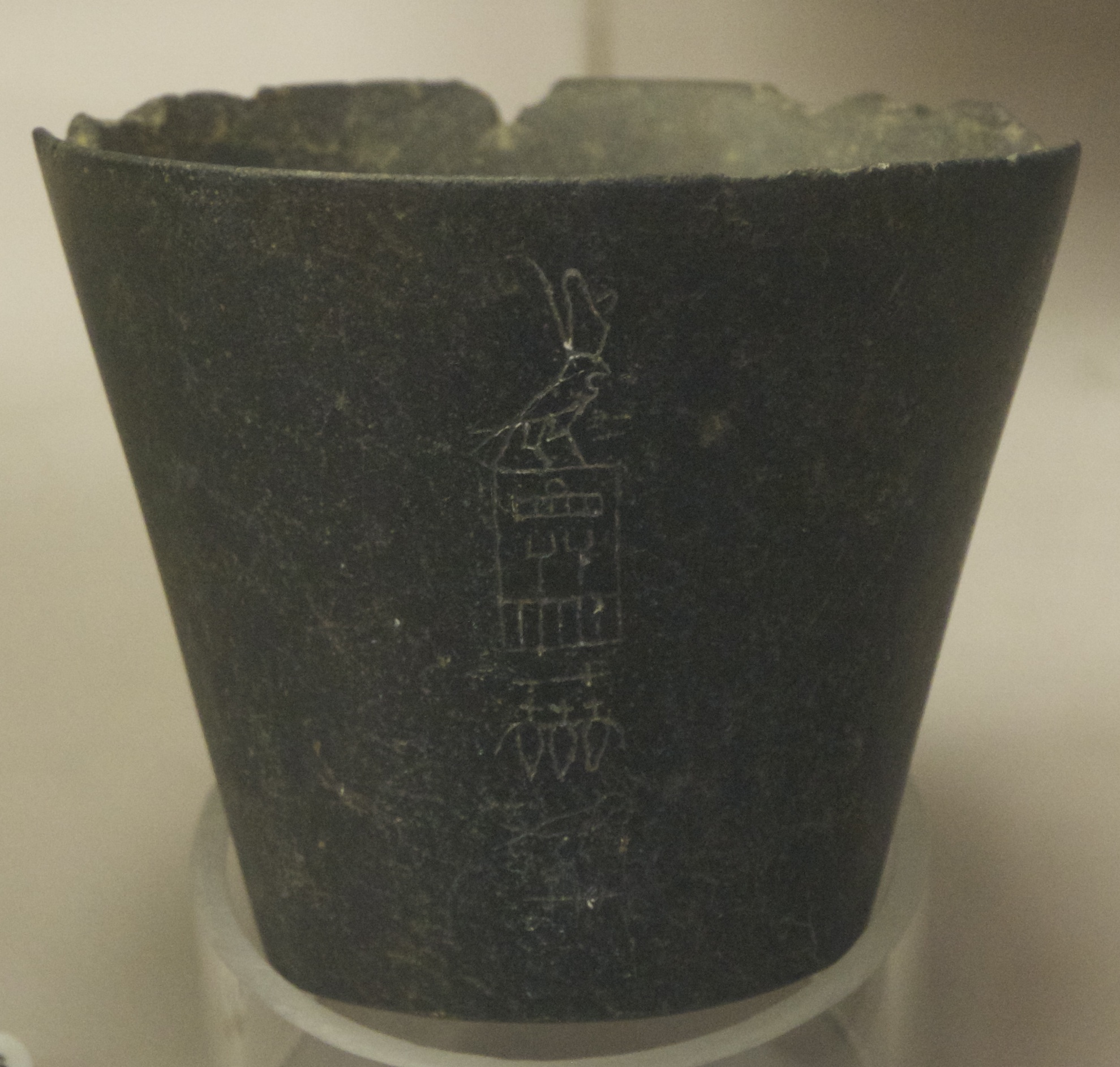
Vase en pierre portant le nom d'Horus d'Hotepsekhemouy.

Le nom d'Hotepsekhemouy a été identifié par les archéologues à Saqqarah, Gizeh, Badari et Abydos, à partir d'empreintes de sceaux d'argile, de récipients en pierre et de cylindres en os. Plusieurs inscriptions gravées sur des objets de pierre mentionnent Hotepsekhemouy et le nom de son successeur Nebrê, particulièrement dans sa tombe supposée de Saqqarah.

#### Nebrê
| G5 |

| G5 |

| N5 · V30 |

| N5 · V30 |

| N5 · V30 |

| N5 · V30 |

| N5 · V30 |

| N5 · V30 |

| N5 · V30 |

| N5 · V30 |

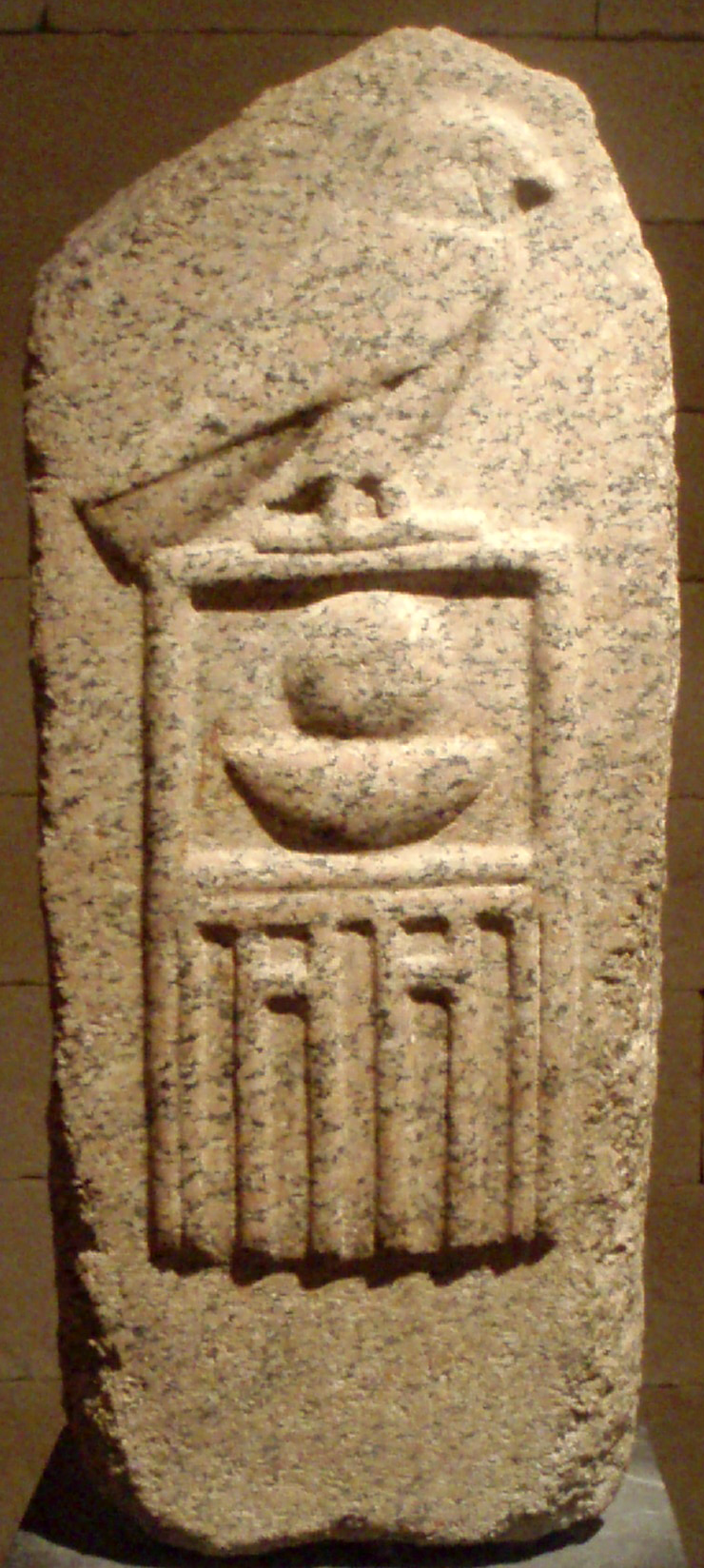
Stèle de tombe de Nebrê

Le nom de Nebrê apparaît sur plusieurs récipients en pierre, la plupart en schiste, en albâtre et en marbre trouvés à Saqqarah, à Gizeh et à Abydos. Ces inscriptions contiennent des représentations de bâtiments cultuels, tels que la maison du Ka, des représentations de divinités telles que Bastet, Neith et Seth, ainsi que des mentions de fêtes religieuses. À l'exception d'un vase sans provenance connue, tous les éléments de vaisselle présentent le nom de Nebrê soit avec celui de son prédécesseur Hotepsekhemouy, soit avec celui de son successeur Nynetjer.
Des empreintes de sceaux d'argile portant le nom de Nebrê ont été trouvées sous la chaussée de la pyramide d'Ounas, à Saqqarah, et à l'intérieur d'une tombe composée de grandes galeries, également à Saqqarah. Ce tombeau a également livré plusieurs empreintes de sceaux portant le nom de Hotepsekhemouy ; pour cette raison, on se demande si ce tombeau appartient à Nebrê ou à son prédécesseur Hotepsekhemouy ; mais la plupart des chercheurs considèrent que ce tombeau appartient à Hotepsekhemouy, les scellements de Nebrê étant ceux de l'administration du roi ayant enterré le précédent roi défunt, comme ce qui a été régulièrement observé ailleurs.
En 2012, les égyptologues Pierre Tallet et Damien Leisnay ont relevé une nouvelle inscription rupestre avec le nom d'Horus de Nebrê, dans le sud de la péninsule du Sinaï. Elle se trouve dans le Ouadi Ameyra, sur la route des expéditions menant aux mines de cuivre et de turquoise. Une inscription rupestre de Nebrê avait déjà été relevé depuis longtemps dans le Ouadi Abou Madawi à l'ouest d'Hermonthis, ainsi que peut-être une autre inscription rupestre, très arasée, située dans le Ouadi Abou Koua à l'est d'Hermonthis.

#### Nynetjer

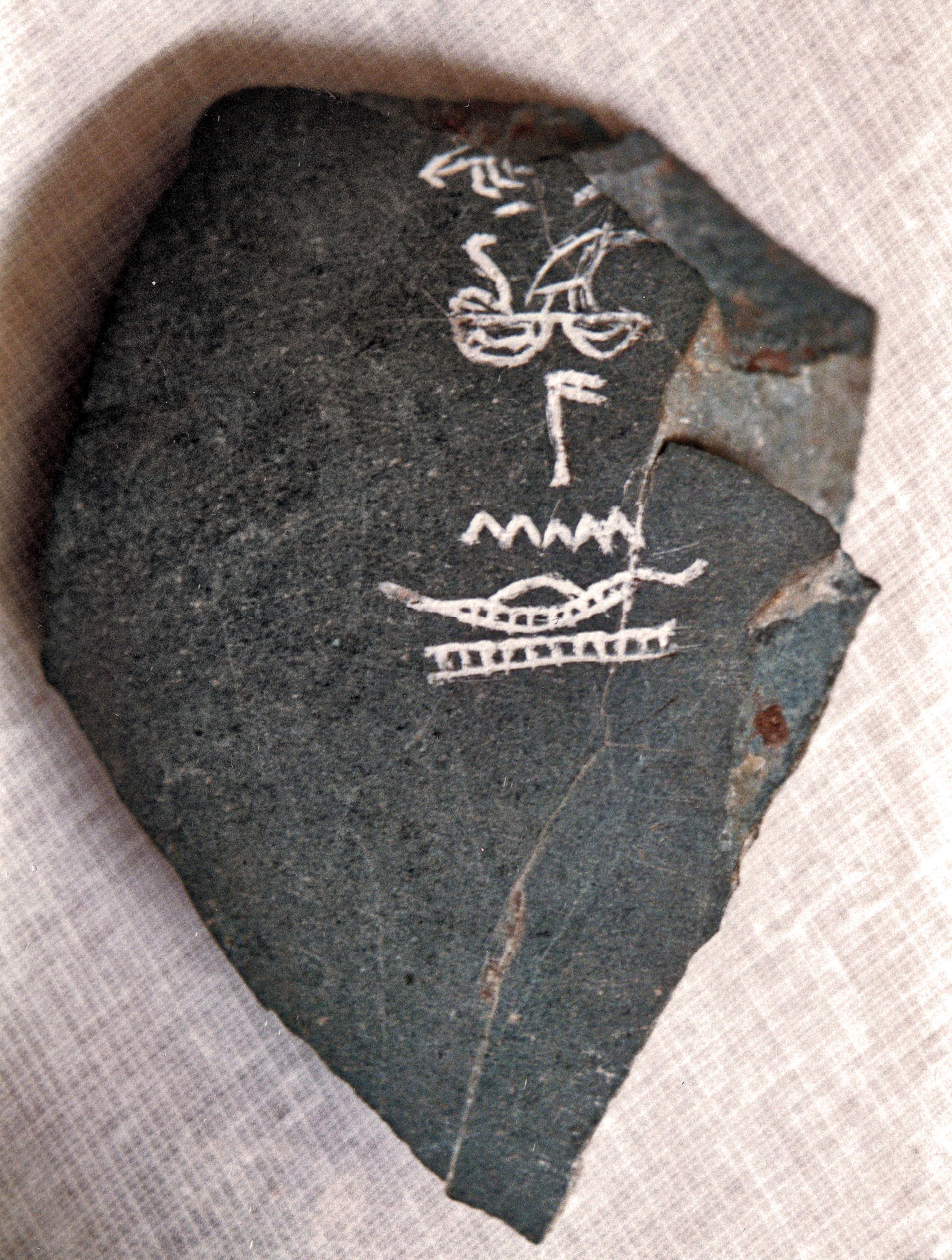
Fragment de vase portant l'inscription Nesout-bity Nebty Nynetjer trouvé dans la tombe de Péribsen à Abydos

Nynetjer est l'un des plus grands rois de la IIe dynastie. Son nom apparaît abondamment sur des récipients de pierre et sur des sceaux d'argile provenant de sa tombe à Saqqarah. Un grand nombre d'objets portant son nom ont également été trouvés dans la tombe du roi Péribsen à Abydos, et dans les galeries qui courent sous la pyramide à degrés du roi Djéser. Cependant, la datation de certaines inscriptions, en particulier à l'encre noire, pose un problème. L'archéologue Ilona Regulski souligne que ces inscriptions à l'encre sont plus tardives que les sceaux et les inscriptions gravées sur la pierre. Elle date les marques à l'encre des règnes de Khâsekhemouy et Djéser, et pense que les artefacts proviennent d'Abydos. En fait, des vases d'albâtre et des pots de terre portant des inscriptions à l'encre noire au dessin très similaire qui montrent le nom de Nynetjer ont été trouvés dans la tombe de Péribsen.
Le nom de Nynetjer apparaît également sur une inscription rupestre près d'Abou Handal, en Basse-Nubie. Elle suggère que Nynetjer a envoyé une expédition militaire dans cette région, bien que l'inscription fournisse peu d'informations.

#### Ouneg
| M23 · X1 | L2 · X1 | G16 |

| M23 · X1 | L2 · X1 | G16 |

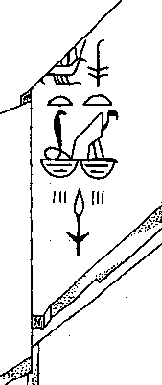
Nom de Nebty Ouneg-Nebty

Le nom d'Ouneg est généralement considéré comme le nom de Nebty du roi Ouneg. Il est peint à l'encre noire sur des fragments d'albâtre et sur des vases de schiste. Dix-sept vases portant son nom sont conservés, tous originaires de Saqqarah. Sept d'entre eux ont été trouvés dans les galeries souterraines de la pyramide à degrés du roi Djéser. Les égyptologues Wolfgang Helck et Francesco Tiradritti soulignent que toutes ces inscriptions sont tracées à la place d'inscriptions antérieures, ce qui signifie que les noms qui étaient à l'origine placés sur les récipients étaient différents.
À ce jour, le symbole utilisé pour écrire le nom d'Ouneg fait l'objet d'un désaccord entre égyptologues. La fleur d'Ouneg est rarement utilisée dans l'écriture égyptienne. Curieusement, elle est souvent entourée de six traits verticaux, trois de chaque côté, dont la signification est inconnue. Après la mort de ce roi, le dessin de la fleur ne fut réutilisé qu'à partir du roi Téti (VIe dynastie) dans les Textes des pyramides. Il désigne un Ouneg comme divinité du ciel et de la mort, avec les titres de fils de Rê et de disciple du roi défunt. Il semble donc que la fleur d'Ouneg était en quelque sorte liée au culte égyptien du soleil et de la mort. Mais la véritable signification de la fleur en tant que nom de roi reste inconnue.

#### Séned

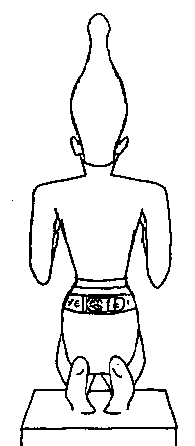
Statuette de bronze en forme du roi agenouillé

La seule inscription connue qui semble contemporaine du règne de Séned a été trouvée en 1909 par l'égyptologue Uvo Hölscher, dans le temple de Khafrê et de Menkaourê à Gizeh. C'est un petit éclat de diorite à paroi mince et polie, qui appartenait à un bol plat. Une inscription incisée donne la lecture : Le roi de Haute et Basse-Égypte Séned. L'inscription se lit de droite à gauche et dépasse la ligne de cassure, mais le nom du roi reste reconstructible. Le précieux artefact a été publié en 1912.
La source suivante se référant au roi Séned date du début ou du milieu de la IVe dynastie. Le nom, écrit dans un cartouche, apparaît dans l'inscription sur une fausse porte appartenant au mastaba du grand prêtre Shery à Saqqarah. Shery avait le titre de « surveillant de tous les prêtres ouab du roi Péribsen dans la nécropole du roi Séned », « surveillant des prêtres ka du roi Séned » et « serviteur du Dieu Séned ». Le nom de Séned est écrit sous une forme archaïque et placé dans un cartouche, ce qui est un anachronisme, puisque le cartouche lui-même n'a été utilisé qu'à la fin de la IIIe dynastie. L'égyptologue Dietrich Wildung désigne deux autres prêtres et parents possibles de Shery, qui ont également participé au culte funéraire de Séned : Inkef et Siy.
L'égyptologue Peter Munro a écrit un rapport sur l'existence d'une inscription de sceau de boue montrant le nom du cartouche Néfer-Sénedj-Rê, qu'il croit être une version de Séned. Mais comme la découverte n'a jamais été photographiée ni dessinée, et que l'objet présumé s'est perdu entre-temps, l'affirmation de Munro est fortement remise en question par de nombreux chercheurs. De plus, ce type de sceau n'est attesté dans le registre archéologique qu'à partir du début de la XVIIIe dynastie, ce qui fait dire à certains que ce Néfer-Sénedj-Rê pourrait être un obscur roi de la fin de la Deuxième Période intermédiaire.

#### Noubnefer
| M23 · X1 | L2 · X1 | S12 | F35 |

| M23 · X1 | L2 · X1 | S12 | F35 |

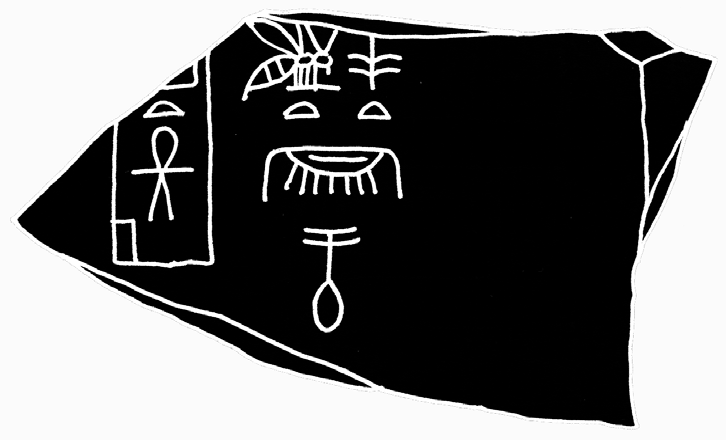
Fragment de schiste noir présentant le nom de Noubnefer à côté du bâtiment Menti-Ânkh (à gauche)

Le nom Noubnefer apparaît sur deux fragments de vases en pierre noire trouvés dans les galeries sud du Complexe funéraire de Djéser à Saqqarah (IIIe dynastie), mentionnant un bâtiment appelé Menti-Ânkh (La vie peut durer), qui fut fondé sous le règne du roi Nynetjer. C'est pourquoi des égyptologues tels que Peter Kaplony, Jochem Kahl et Francesco Tiradritti estiment que le règne de Noubnefer devrait être chronologiquement proche de celui de Nynetjer. Le nom de Noubnefer n'apparaît dans aucun autre document contemporain ou postérieur.

#### Sneferka

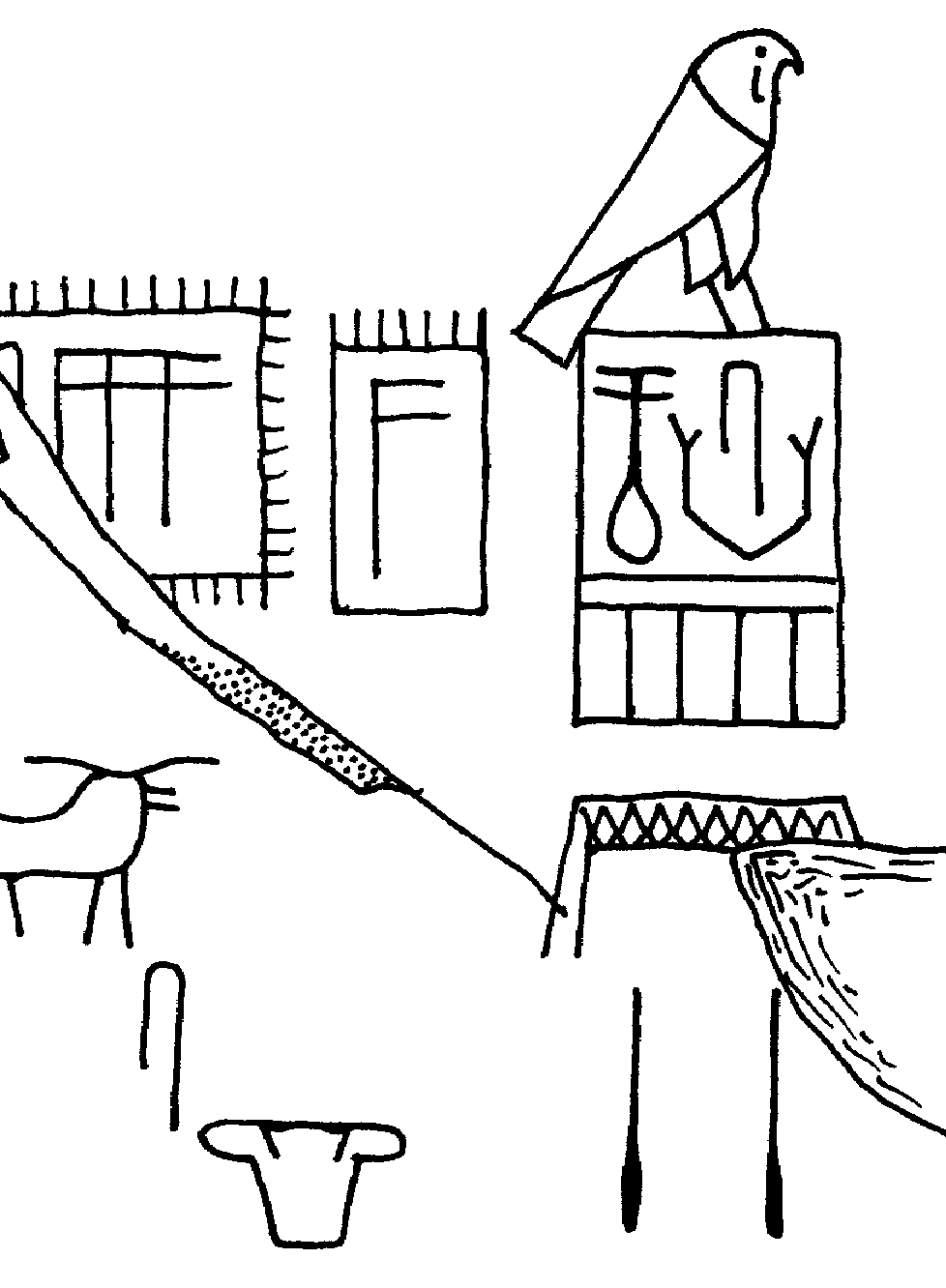
Fragment d'ardoise portant le serekh de Sneferka provenant de Saqqarah

Le nom d'Horus de Sneferka est l'objet d'investigations actuellement, en raison de l'ordre typographique inhabituel des signes hiéroglyphiques à l'intérieur du serekh. Cela a conduit à plusieurs lectures différentes : son nom est lu comme Sneferka, Neferseka et Sekanefer. Le nom de Sneferka apparaît sur plusieurs vases de schiste et d'albâtre. L'un a été trouvé dans le mastaba du haut dignitaire Merka qui servait sous le roi Qâ ; un deuxième dans les galeries souterraines de la pyramide à degrés de Djéser à Saqqarah (IIIe dynastie) et le troisième a été trouvé dans un mastaba anonyme, également à Saqqarah. Un quatrième artefact portant le nom de Sneferka se trouve dans la collection privée Georges-Michailidis mais son authenticité n'est pas assurée, son origine étant inconnue. De plus, l'inscription sur ce quatrième objet de la collection Michailidis est un serekh sans le faucon Horus, ce qui est très inhabituel pour tout objet égyptien de cette période.
Le fait qu'on retrouve son nom dans la tombe d'un haut dignitaire du roi Qâ pourrait indiquer que ce roi a régné à la fin de la Ire dynastie, et non pendant la IIe dynastie.

#### HorusOiseau
| G5 |

| G5 |

| G38 |

| G38 |

| G38 |

| G38 |

| G38 |

| G38 |

| G38 |

| G38 |

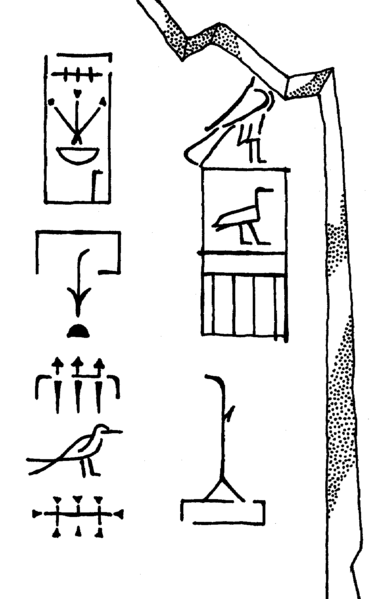
Sérekh de l'Hor Oiseau trouvé dans le Complexe funéraire de Djéser

Il existe très peu de sources fiables pour Hor Oiseau. La première attestation connue de ce roi pourrait être un serekh avec un oiseau non identifié, trouvé par Flinders Petrie dans la tombe de Qâ (Ire dynastie) à Abydos. Une autre inscription plus lisible montrant un serekh avec un oiseau a été trouvée plus tard, sur un fragment de vase dans le complexe funéraire de Djéser à Saqqarah. Une inscription sur un vase de schiste trouvé également dans le complexe de Djéser pourrait aussi faire référence à Hor Oiseau.
Le signe hiéroglyphique étant mal identifié, la lecture correcte reste incertaine. Les égyptologues Wolfgang Helck et Peter Kaplony voient une représentation d'une oie, et lisent le nom comme Sa (ce qui en ferait un fils d'Horus) ou comme Geb (ce qui en ferait un héritier d'Horus). L'égyptologue Nabil Swelim y voit plutôt la représentation d'une cigogne à bec et lit Ba (qui en ferait un ba d'Horus).
Le fait qu'on retrouve son nom dans la tombe du roi Qâ pourrait indiquer que ce roi a régné à la fin de la Ire dynastie, et non pendant la IIe dynastie.

#### Horus Ba

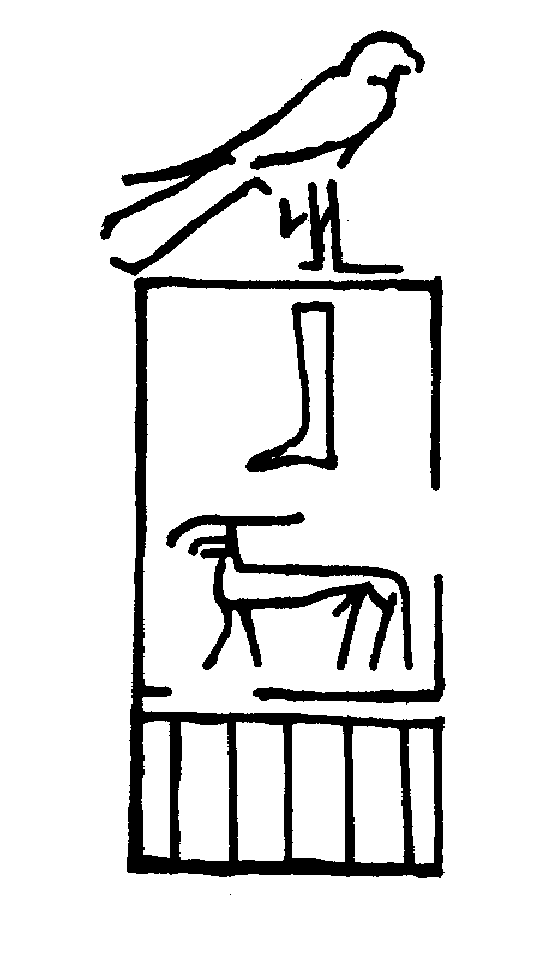
Sérekh de l'Horus Ba

Les seules sources sûres du nom d'un roi Horus Ba sont un fragment de schiste vert trouvé dans les galeries souterraines de la pyramide à degrés du roi Djéser, et le mastaba du haut fonctionnaire Ny-Ânkh-Ba (VIe dynastie).

#### Horus Sa
| G5 | F11 |

| G5 | F11 |

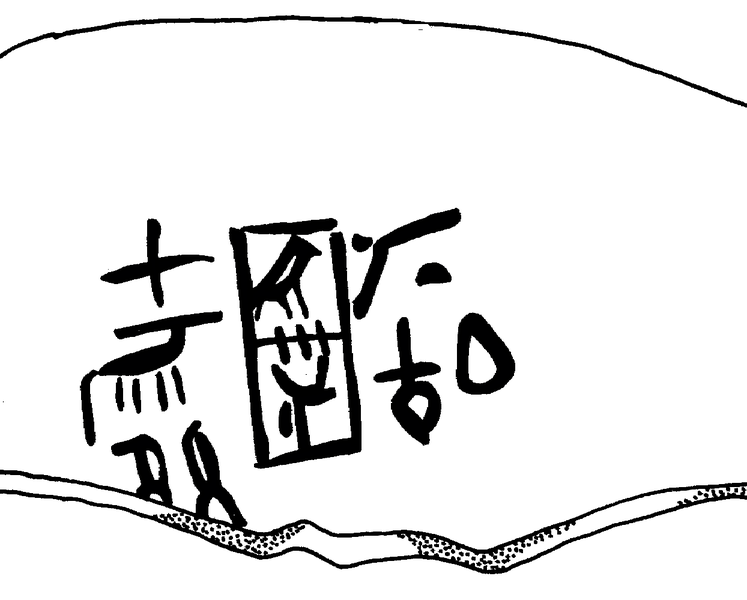
Fragment de vase portant l'inscription Ḥwt-kȝ Ḥrw-zȝ

Horus Sa est connu par des fragments de vases portant des inscriptions à l'encre noire indiquant son nom. Ces vases ont été trouvés dans les galeries est sous la pyramide à degrés de Djéser. Les inscriptions sont courtes et écrites en caractères cursifs. Dans tous les cas, le nom Horus Sa n'apparaît pas dans un serekh, et son identification en tant que nom d'Horus d'un roi est contestée.
Le nom Horus Sa apparaît toujours dans l'inscription Ḥwt-kȝ Ḥrw-Zȝ (Maison du Ka d'Horus Sa), régulièrement trouvée avec les noms d'Inykhnoum et Ma'a-aper-Min, deux hauts fonctionnaires qui ont servi dans la maison du Ka. Durant la période thinite, la maison du Ka était une préfiguration du temple mortuaire, où un culte du Ka d'un souverain décédé était célébré. Une autre inscription Ḥwt-kȝ Ḥrw-zȝ a été trouvée dans les années 1980 à Saqqarah, dans la zone de la tombe de Maya et très proche de celle de Méryrê-Méryneith. Maya et Méryrê-Méryneith étaient des fonctionnaires de la fin de la XVIIIe dynastie, qui réutilisèrent pour eux-mêmes les tombes de la IIe dynastie, environ 1 500 ans après le décès de leurs propriétaires originaux.

#### Péribsen

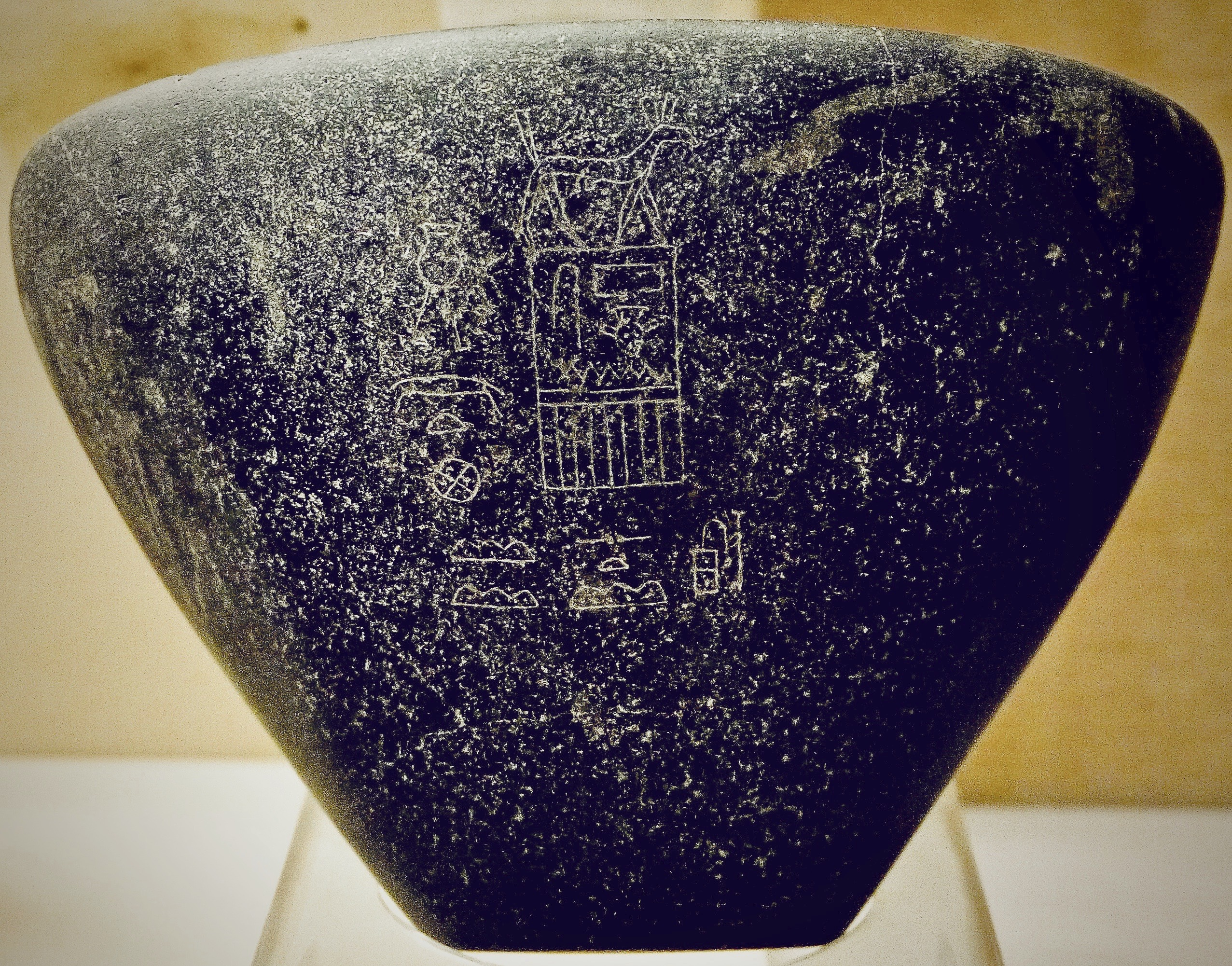
Vase en pierre de Seth Péribsen avec l'inscription hommage du peuple de Seth

Le serekh de Péribsen est particulier, car ce n'est pas un nom d'Horus mais un nom de Seth. Le serekh a été trouvé dans des sceaux sur des jarres d'argile et de boue, et dans des inscriptions sur des récipients en albâtre, grès, porphyre et schiste noir. Ces sceaux et ces vases ont été exhumés de la tombe de Péribsen à Abydos et sur un site de fouilles à Éléphantine. Un sceau d'argile portant le nom de Péribsen a été trouvé à l'intérieur de la tombe-mastaba K1 à Beit Khallaf.
Deux grandes stèles funéraires en granit ont été trouvées sur le lieu de sépulture de Péribsen. Leur forme est inhabituelle et ils semblent inachevés et rugueux. Les égyptologues soupçonnent que cela a été fait délibérément, mais les raisons en sont inconnues. Un sceau cylindrique de provenance inconnue indique le nom de Péribsen à l'intérieur d'un cartouche avec l'épithète Meri-netjerou (aimé des dieux). Cet arrangement conduit les égyptologues et les archéologues à la conclusion que le sceau a dû être créé plus tard, in memoriam, parce que l'utilisation des cartouches royaux a commencé bien après le règne de Péribsen. Un autre sceau du même matériau montre le nom de Péribsen sans cartouche, mais avec le titre royal Nesout-bity (roi de Basse et Haute-Égypte) à la place.

#### Sekhemib
| G5 |

| G5 |

| S29 | S42 | F34 | O1 · N35 | U5 | X1 |

| S29 | S42 | F34 | O1 · N35 | U5 | X1 |

| S29 | S42 | F34 | O1 · N35 | U5 | X1 |

| S29 | S42 | F34 | O1 · N35 | U5 | X1 |

| S29 | S42 | F34 | O1 · N35 | U5 | X1 |

| S29 | S42 | F34 | O1 · N35 | U5 | X1 |

| S29 | S42 | F34 | O1 · N35 | U5 | X1 |

| S29 | S42 | F34 | O1 · N35 | U5 | X1 |

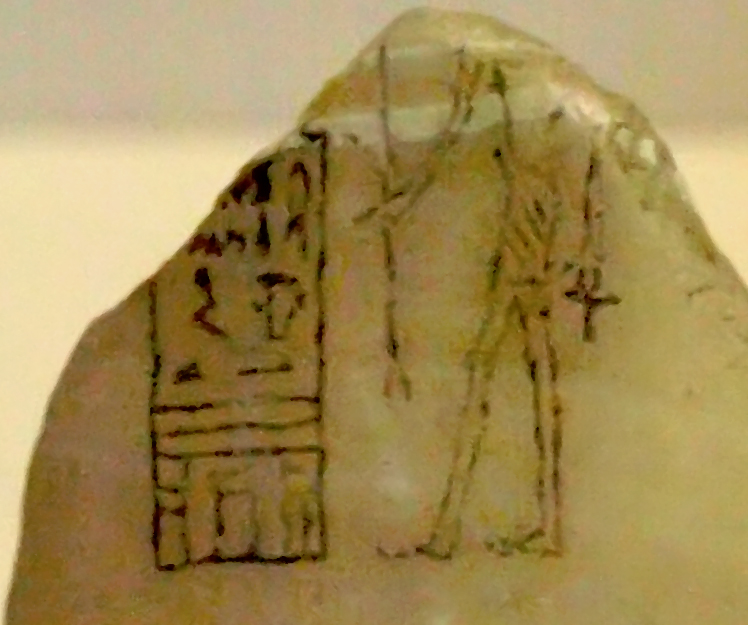
Vase d’albâtre montrant le nom d'Horus Sekhemib-Perenmaât

Le nom Sekhemib est connu grâce aux empreintes de sceaux et aux inscriptions sur les récipients en albâtre et en pierre. Ils ont été trouvés à l'entrée de la tombe de Péribsen à Abydos, dans les galeries souterraines sous la pyramide à degrés du roi Djéser à Saqqarah (IIIe dynastie et sur un site de fouilles à Élephantine.
Le nom d'Horus de Sekhemib est inhabituel, car c'est le premier dans l'histoire égyptienne qui a été étendu par une épithète. En plus du nom, Sekhemib, plusieurs empreintes de sceau et inscriptions de vases en pierre montrent l'épithète Perenmaât à l'intérieur du serekh. Sekhemib utilisait les deux formes de nom, le nom d'Horus simple Sekhemib et le nom double Sekhemib-Perenmaât, en même temps. Des égyptologues comme Herman te Velde et Wolfgang Helck pensent que le double nom de Sekhemib a été utilisé lorsque l'État égyptien a été divisé en deux royaumes indépendants. Il semble que Sekhemib ait tenté de souligner la situation politique qui prévalait en Égypte à l'époque. Une forme accrue de ce double nom a été créée et utilisée par un successeur de Sekhemib, le roi Khâsekhemouy. Ce roi a également utilisé un double nom et a même placé Horus et Seth ensemble comme divinités protectrices au sommet de son serekh. Khâsekhemouy avait essayé d'exprimer la paix et la réconciliation entre la Haute et la Basse-Égypte avec son serekh inhabituel, aussi.

#### Khâsekhemouy
Ce roi est le mieux connu des rois de la IIe dynastie. Il possède une grande tombe à Abydos ; il a également construit en pierre à El Kab et un fort également en pierre à Nekhen. Il a modifié son nom durant son règne, passant de Khâsekhem à Khâsekhemouy. Certains égyptologues pensent que ce changement de nom est survenu à la suite de la réunification du pays réalisée sous son règne. Il possède également un nom très particulier, un nom d'Horus et de Seth Hor-Seth Khâsekhemouy (Ḫˁ-sḫm.wy, ce qui signifie Les Deux Puissants (Horus et Seth) sont apparus), là encore montrant peut-être la réunification du pays.

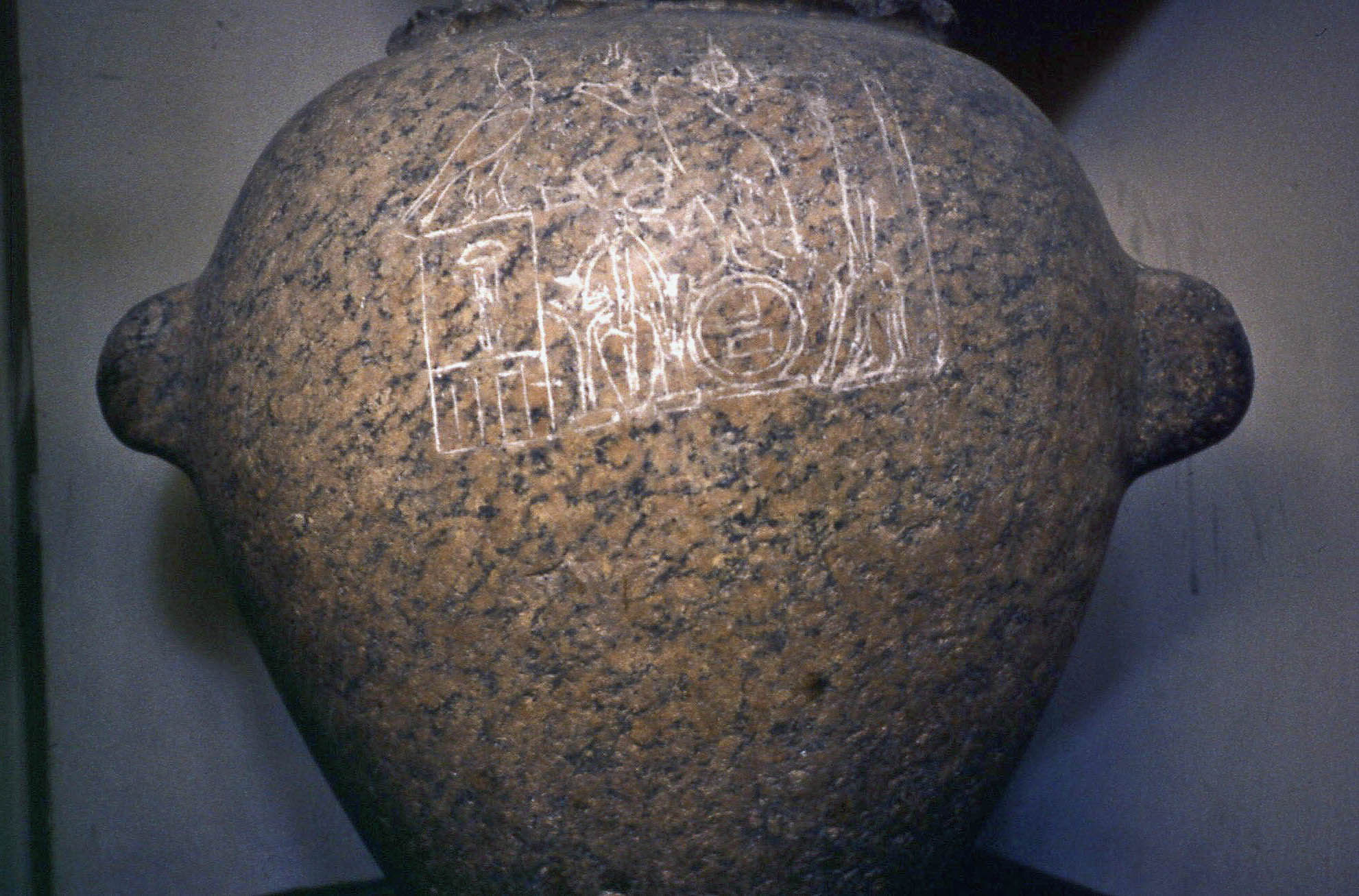
Vase en granit découvert dans le temple d'Horus à Nekhen et inscrit au nom d'Horus Khâsekhem - Musée égyptien du Caire (CG 14724).
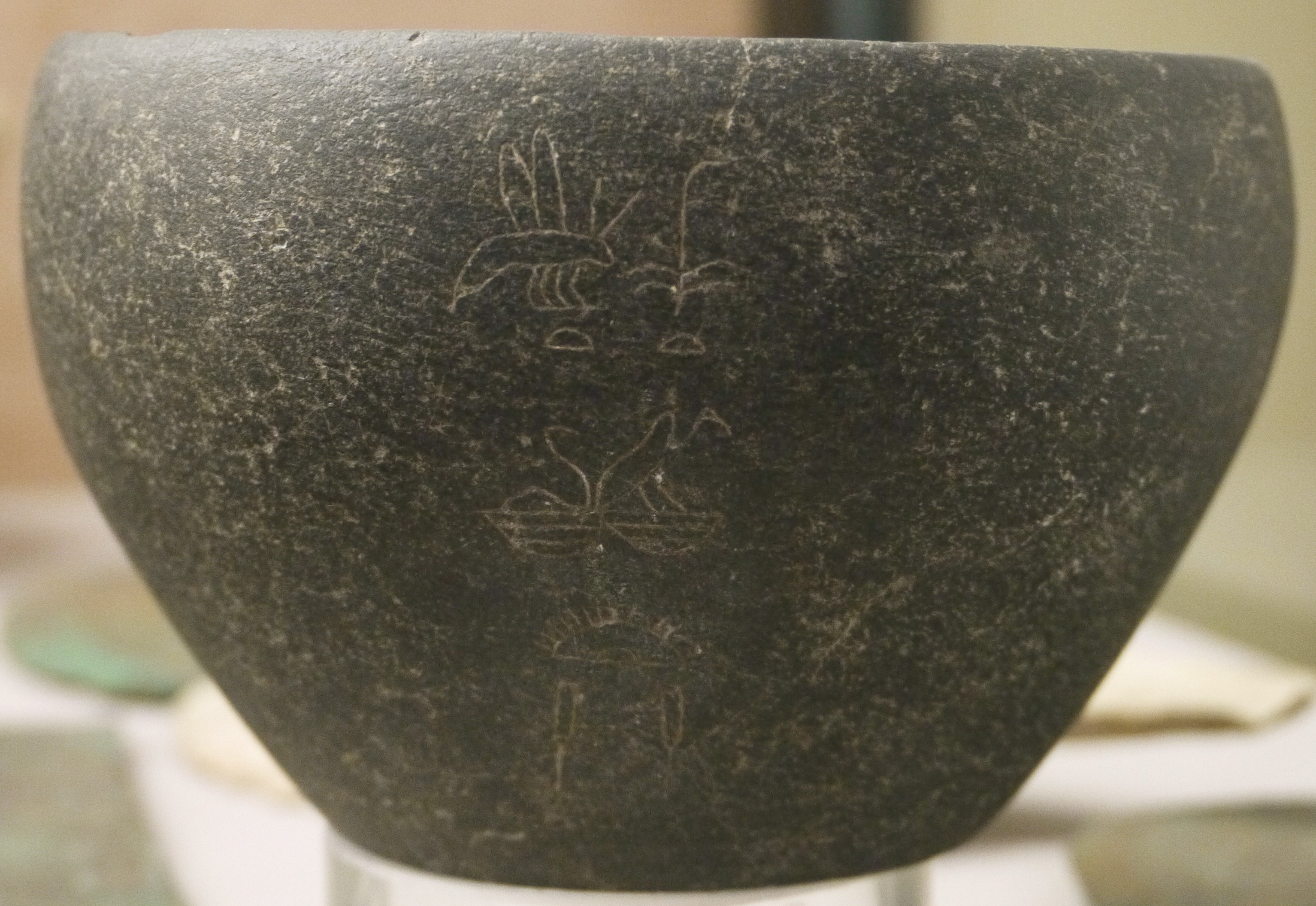
Vase de pierre montrant l'inscription Nesout-bity Nebty Khâsekhemouy
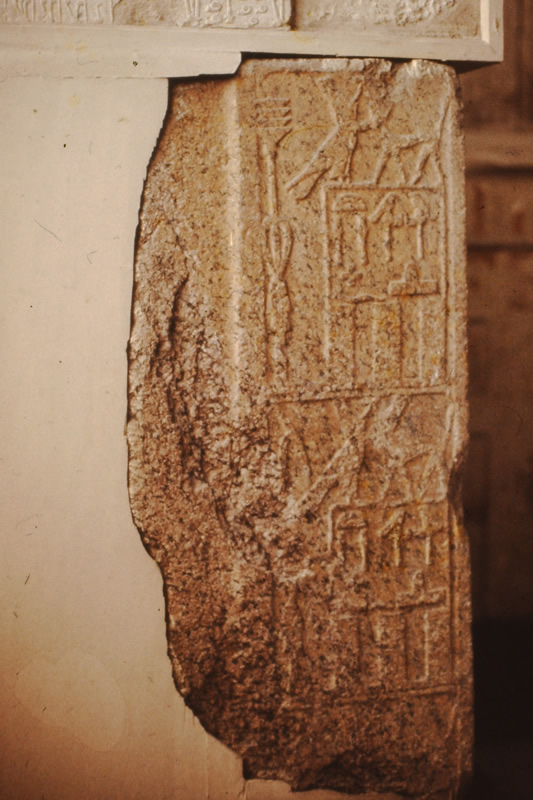
Montant de porte en granit découvert à Nekhen et inscrit au nom d'Horus-Seth Khâsekhemouy-Hotep-Netjerouy-Imef - Musée égyptien du Caire (JE 33896 = CG 57107)

### Listes postérieures
Les listes de rois postérieures (les trois premières datent de la XIXe dynastie, la dernière date du début de l'époque ptolémaïque) donnent une liste de neuf souverains (ou six pour la liste d'Abydos) :
|           |                              |                              |             |  |  |  |  |  |  |  |  |  |  |  |  |  |  |  |  |
| Bedjaou   | Baounetjer                   | Baounetjer                   | Boéthos     |  |  |  |  |  |  |  |  |  |  |  |  |  |  |  |  |
| Kakaou    | Kakaou                       | Kakaou                       | Kaiechos    |  |  |  |  |  |  |  |  |  |  |  |  |  |  |  |  |
| Banetjer  | Banetjerou                   | ...netjeren                  | Binôthris   |  |  |  |  |  |  |  |  |  |  |  |  |  |  |  |  |
| Ouadjenes | Ouadjenes                    | ......s                      | Tlas        |  |  |  |  |  |  |  |  |  |  |  |  |  |  |  |  |
| Sénedj    | Sénedj                       | Sénedj...                    | Séthenès    |  |  |  |  |  |  |  |  |  |  |  |  |  |  |  |  |
|           | Neferkarê                    | Aaka                         | Chérès      |  |  |  |  |  |  |  |  |  |  |  |  |  |  |  |  |
|           | Neferkasokar                 | Neferkasokar                 | Néferchérès |  |  |  |  |  |  |  |  |  |  |  |  |  |  |  |  |
|           | houdjéfa (signifiant lacune) | houdjéfa (signifiant lacune) | Sesoschris  |  |  |  |  |  |  |  |  |  |  |  |  |  |  |  |  |
| Djadjay   | Beby                         | Bebty                        | Kheneres    |  |  |  |  |  |  |  |  |  |  |  |  |  |  |  |  |

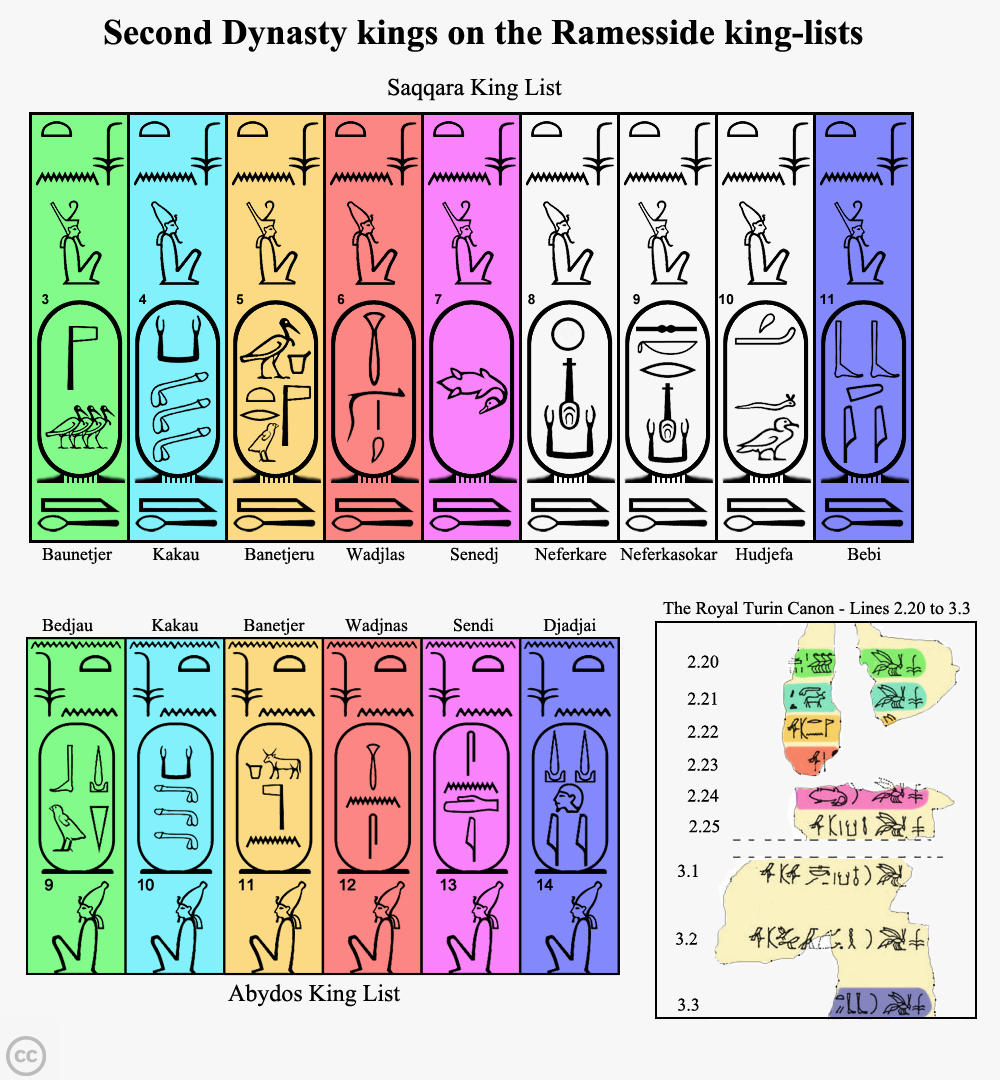
Listes ramessides

Pour les trois listes ramessides, on peut remarquer la grande concordance pour les noms des cinq premiers rois et le nom du dernier roi. Il est souvent admis que les trois premiers et le dernier rois correspondent respectivement à Hotepsekhemouy, Nebrê, Nynetjer et Khâsekhemouy. Le cinquième correspond sans aucun doute à Séned, tandis que le quatrième est quelquefois assimilé à Ouneg. Par contre, essayer d'associer les sixième, septième et huitième rois des listes avec les noms trouvés dans les sources contemporaines est très hasardeux.

### Synthèse
Les chercheurs ont proposés des chronologies de la IIe dynastie :
|                    |                       |                    |                    |                             |                             |                         |  |  |  |  |  |  |  |  |  |  |  |  |  |
| 1 - Hotepsekhemouy | 1 - Hotepsekhemouy    | 1 - Hotepsekhemouy | 1 - Hotepsekhemouy | 1 - Hotepsekhemouy          | 1 - Hotepsekhemouy          | 1 - Hotepsekhemouy      |  |  |  |  |  |  |  |  |  |  |  |  |  |
| 2 - Nebrê          | 2 - Nebrê - Noubnefer | 2 - Nebrê          | 2 - Nebrê          | 2 - Nebrê - Ouneg           | 2 - Nebrê - Ouneg           | 2 - Nebrê               |  |  |  |  |  |  |  |  |  |  |  |  |  |
| 3 - Nynetjer       | 3 - Nynetjer          | 3 - Nynetjer       | 3 - Nynetjer       | 3 - Nynetjer                | 3 - Nynetjer                | 3 - Nynetjer            |  |  |  |  |  |  |  |  |  |  |  |  |  |
| 4 - Ouneg          | 4 - Ouneg             | 4 - Ouneg          | 4 - Ouneg          | 4 - Sa ? - Noubnefer        | 4 - Sa ? - Noubnefer        | 4 - Ouneg               |  |  |  |  |  |  |  |  |  |  |  |  |  |
| 5 - Séned          | 5 - Séned             | 5 - Séned          | 5 - Séned          | 5 - Séned                   | 5 - Sa ? - Séned            | 5 - Séned               |  |  |  |  |  |  |  |  |  |  |  |  |  |
|                    |                       | 6 - Noubnefer      |                    |                             |                             | 6 - Sneferka            |  |  |  |  |  |  |  |  |  |  |  |  |  |
| 6 - Péribsen       | 6 - Sekhemib          | 7 - Péribsen       | a - Sekhemib       | 6 - Sekhemib (= Péribsen ?) | 6 - Sekhemib (= Péribsen ?) | 7 - Péribsen - Sekhemib |  |  |  |  |  |  |  |  |  |  |  |  |  |
| 7 - Sekhemib       | 7 - Péribsen          | 8 - Sekhemib       | b - Péribsen       | 7 - Péribsen (= Sekhemib ?) | 7 - Péribsen (= Sekhemib ?) | 7 - Péribsen - Sekhemib |  |  |  |  |  |  |  |  |  |  |  |  |  |
|                    |                       |                    | 6 - Néferkarê      |                             |                             |                         |  |  |  |  |  |  |  |  |  |  |  |  |  |
|                    |                       |                    | 7 - Néferkasokar   |                             |                             |                         |  |  |  |  |  |  |  |  |  |  |  |  |  |
|                    |                       |                    | 8 - Houdjefa Ier   |                             |                             | 8 - Houdjefa Ier        |  |  |  |  |  |  |  |  |  |  |  |  |  |
| 8 - Khâsekhemouy   | 8 - Khâsekhem         | 9 - Khâsekhemouy   | 9 - Khâsekhemouy   | 8 - Khâsekhemouy            | 8 - Khâsekhemouy            | 9 - Khâsekhemouy        |  |  |  |  |  |  |  |  |  |  |  |  |  |
| 8 - Khâsekhemouy   | 9 - Khâsekhemouy      | 9 - Khâsekhemouy   | 9 - Khâsekhemouy   | 8 - Khâsekhemouy            | 8 - Khâsekhemouy            | 9 - Khâsekhemouy        |  |  |  |  |  |  |  |  |  |  |  |  |  |

## Histoire
L'histoire de la dynastie est très mal connue du fait de la rareté des sources.

### Début de la dynastie: d'Hotepsekhemouy à Nynetjer
L'avènement de la dynastie fait peut-être suite à des troubles ayant eu lieu à la mort de Qâ, huitième et dernier roi clairement attesté de la Ire dynastie. En effet, les roi Oiseau et Sneferka ont peut-être régné pendant cette période trouble, voire se sont affrontés. Toujours est-il que le roi Hotepsekhemouy fonde cette IIe dynastie et met fin à cette période de trouble, ce que son nom d'Horus, qui signifie « Les deux puissances sont réconciliées », semble appuyer. Il se présente d'ailleurs en tant qu'héritier de Qâ car il a procédé à son (ré-)enterrement dans la tombe Q située dans la nécropole d'Oumm el-Qa'ab à Abydos.
Les trois premiers rois de la dynastie, Hotepsekhemouy, Nebrê et Nynetjer, sont peu connus mais leurs règnes sembent relativement calmes. Un élément important est que la nécropole royale a  été déplacée à Saqqarah, c'est-à-dire près de la capitale Memphis, mais aussi près de la nécropole de l'élite du royaume dont la nécropole était située un peu plus au nord et ce depuis le règne de Aha (deuxième roi de la Ire dynastie) au plus tard.
La pierre de Palerme, stèle fragmentaire datée de la Ve dynastie sur laquelle étaient écrites les annales royales depuis la début de l'histoire égyptienne, est conservée sur une partie du règne de Nynetjer. Seuls quelques évènements sont écrits par année et ces évènements sont pour la plupart des évènements d'ordre cultuelle. Cette pierre permet d'apporter la preuve de l'ancienneté de certains sanctuaires religieux. Un autre fait important est que la plus ancienne statue royale date du règne de Nynetjer et le représente assis sur son trône et portant des vêtements associés à la fête-Sed.
La pierre de Palerme montre également que la datation adoptée à partir du début de la dynastie est un système dit numérique contrairement à la Ire dynastie qui est de type évènementiel : ce mode numérique correspond en fait au comptage du bétail effectué, semble-t-il, de manière biannuelle pour la IIe dynastie ; ainsi une année est nommée année du n-ième comptage du bétail ou année qui suit le n-ième comptage du bétail. Djéser, probable fondateur de la IIIe dynastie, a rétabli le système évènementiel avant que Snéfrou, fondateur de la IVe dynastie, n'adopte le système numérique (mais la pierre de Palerme a montré que le rythme biannuel n'est pas respecté pour ce règne) qui restera en place jusqu'à la fin de l'Ancien Empire. Il est possible que ce soit cette innovation, mise en place assurément sous Nynetjer et peut-être dès Hotepsekhemouy (l'état fragmentaire de la pierre de Palerme ne permet pas de s'en assurer), qui soit à l'origine de l'individualisation des premières dynasties les unes par rapport aux autres.
Cependant, il n'est pas certain que Nynetjer ait régné sur un pays unifié jusqu'à la fin de son règne. De la fin du règne de Nynetjer jusqu'à un moment donné du règne de Khâsekhemouy, il est possible que l'Égypte ait été divisée.

### Milieu de la dynastie
Que l'Égypte ait été divisée ou non, les sources permettant de comprendre la période allant de Nynetjer à Khâsekhemouy sont si rares qu'une compréhension claire de la période est impossible. Les noms des rois attestés pour la plupart sur de la vaisselle en pierre et quelques sceaux ne sont que des noms sans plus de significations : les Horus Sa, Ba, Péribsen, Sekhemib - et peut-être Oiseau et Sneferka s'ils ne sont pas à placer en fin de Ire dynastie -, les Nebty Noubnefer, Séned et Ouneg.
Une seule tombe est attestée pour la période : celle de Péribsen dans la nécropole d'Oumm el-Qa'ab à Abydos, renouant donc avec la Ire dynastie. Séned et Horus Ba semblent, quant à eux, être enterrés à Saqqarah, dans la continuité des premiers rois de la dynastie : c'est en tout cas là que la tombe de Shéry, prêtre des cultes funéraires de Péribsen et Séned a été enterré, et c'est là aussi que le haut fonctionnaire de la VIe dynastie Ny-Ânkh-Ba a été enterré. Les seules attestations autres attestations in situ sont un sceau de Péribsen et un second de Sekhemib à Éléphantine, et des sceaux de Sekhemib dans la tombe et l'enclos funéraire de Péribsen à Abydos, semblant montrer que c'est ce roi qui a enterré Péribsen.

#### Arguments pour l'hypothèse d'un pays divisé
Les égyptologues Wolfgang Helck, Nicolas Grimal, Hermann Alexander Schlögl et Francesco Tiradritti pensent que le roi Nynetjer a dirigé une Égypte qui souffrait d'une administration publique trop complexe. Nynetjer aurait alors décidé de diviser l'Égypte pour la laisser à deux successeurs choisis qui gouverneraient deux royaumes séparés, dans l'espoir que l'administration de l'État pourrait s'améliorer,. Des vestiges archéologiques, tels que les empreintes de sceaux d'argile et les jarres inscrites, semblent étayer l'affirmation selon laquelle Péribsen ne régnait qu'en Haute-Égypte. Un grand nombre d'entre eux ont été trouvés à Abydos, Nagada, Beit Khallaf et à Éléphantine, avec un seul sceau d'argile portant son nom trouvé en Basse-Égypte. Les historiens pensent que le royaume de Sekhemib se serait étendu de Nagada à l'Île Éléphantine. Le reste de l'Égypte aurait donc été contrôlé par un autre souverain coexistant,,,.
L'égyptologue Dimitri B. Proussakov soutient sa théorie avec des notations sur la célèbre pierre de Palerme concernant le règne du roi Nynetjer. À partir de la douzième année, « Le roi de Haute et Basse-Égypte apparaît » a été modifié en « Le roi de Basse-Égypte apparaît ». Proussakov y voit une forte indication que le pouvoir de Nynetjer sur l'Égypte a diminué. Les égyptologues comparent la situation à celle du roi Qâ, l'un des derniers souverains de la Ire dynastie. Quand Qâ mourut, d'obscurs prétendants apparurent et se battirent pour le trône d'Égypte. Les luttes ont atteint leur apogée avec le pillage du cimetière royal d'Abydos, après quoi le cimetière a été abandonné et Saqqarah est devenu le nouveau cimetière royal. Le conflit a pris fin avec l'ascension du roi Hotepsekhemouy, fondateur de la IIe dynastie.
Barbara Bell, une autre chercheuse, estime qu'une catastrophe économique telle qu'une famine ou une sécheresse de longue durée a touché l'Égypte. Pour mieux résoudre le problème de l'alimentation de la population égyptienne, Nynetjer divisa le royaume en deux et ses successeurs fondèrent deux royaumes indépendants, peut-être dans l'intention de se réunir après la famine. Bell cite les inscriptions de la pierre de Palerme, où, selon elle, les archives des crues annuelles du Nil montrent des niveaux constamment bas pendant cette période,. La théorie de Bell est aujourd'hui réfutée par des égyptologues tels que Stephan Seidlmayer, qui affirme que ses calculs étaient erronés. Seidlmayer a montré que les crues annuelles du Nil étaient aux niveaux habituels à l'époque de Nynetjer jusqu'à la période de l'Ancien Empire. Bell a oublié que les hauteurs des crues du Nil dans l'inscription sur la pierre de Palerme tiennent compte des mesures des nilomètres autour de Memphis, mais pas ailleurs le long du fleuve. Une sécheresse à l'échelle du pays était peu probable.
Les titres administratifs des scribes, des porteurs de sceaux et des surveillants ont été adaptés à la nouvelle situation politique. Par exemple, des titres comme « scelleur du roi » ont été transformés en « scelleur du roi de Haute-Égypte ». Le système administratif depuis l'époque de Peribsen et de Sekhemib montre une hiérarchie claire et bien identifiée ; un exemple : Maison du Trésor → bureau des pensions → propriété → vignobles → vignobles privés. Le roi Khâsekhemouy a réussi à réunifier l'administration de l'État égyptien et donc à unifier l'ensemble de l'Égypte ancienne. Il a placé les deux trésoreries d'Égypte sous le contrôle de la « Maison du Roi », les réunissant dans un nouveau centre d'administration unique.
Enfin, certains documents du début du règne de Khâsekhemouy font état d'un conflit avec le nord. En effet, plusieurs documents (statuettes assises, vases de Nekhen) portant le nom Khâsekhem mentionnent la lutte contre des ennemis du nord, et les attestations de ce même Khâsekhem proviennent toutes de la région de Nekhen, à l'exception d'un vase découvert dans les galeries du complexe funéraire de Djéser et déposé pendant le règne de ce dernier. De plus, le nom d'Horus du roi est surmontée du faucon Horus portant la couronne blanche hedjet de la Haute-Égypte, et non le pschent, couronne de l'Égypte unifiée. À un moment donné, le roi a changé sa titulature pour Khâsekhemouy et a surmonté son nom par le faucon Horus, cette fois couronné du pschent, et de l'animal séthien portant lui aussi la couronne pschent. Il est possible que ce changement soit dû à une réunification réalisée par le roi.

#### Arguments contre l'hypothèse d'un pays divisé
Des chercheurs comme Herman te Velde, I. E. S. Edwards et Toby Wilkinson croient que l'inscription de la célèbre Pierre de Palerme de la Ve dynastie, présentant une liste très détaillée des rois, milite contre la division du royaume. Sur la pierre, les rois de la Ire à la Ve dynastie sont répertoriés par leur nom d'Horus, leur nom d'Horus d'or et leur nom de Nebty, leur espace dédié se terminant par le nom de leur mère. Les listes contiennent également des fenêtres rectangulaires présentant les événements de l'année depuis le jour du couronnement du roi jusqu'à sa mort. Sur le fragment de la pierre nommée Pierre du Caire, dans la ligne IV, les dernières années du roi Nynetjer sont préservées (mais la plupart des cases-années sont illisibles maintenant). La date de la mort de Nynetjer est suivie d'un nouveau roi. Des études récentes révèlent que le serekh de ce nouveau roi est surmonté d'un animal à quatre pattes, et non par le faucon Horus. Comme le seul animal héraldique à quatre pattes au début de l'Égypte était l'animal séthien, malgré un débat passionné, il est probable que le souverain indiqué soit Péribsen. Les égyptologues tels que te Velde, Barta et Edwards ne sont pas d'accord ; Péribsen n'a peut-être pas été le seul roi avec un nom de Seth. Les événements de l'année sous Nynetjer montrent des références croissantes à Seth, suggérant la tradition d'un nom d'Horus comme le seul nom des rois pourrait avoir déjà évolué. La montée d'un roi allié à Seth n'était donc pas surprenante. Te Velde, Barta et Edwards pensent qu'en plus de Péribsen, les souverains Ouneg, Noubnefer ou Sénedj auraient pu également avoir des noms de Seth ; l'un d'eux était certainement le véritable successeur direct de Nynetjer. Le nombre relativement élevé de découvertes archéologiques du règne de Péribsen contredit la brève durée estimée du règne, seulement dix à douze ans, telle que présentée sur la pierre de Palerme. La pierre ne donne absolument aucune indication d'une division du royaume égyptien. Barta, Te Velde, Wilkinson et Edwards soutiennent que la théorie de la division de l'État est intenable. Une réorganisation administrative ou une scission des sectes de la prêtrise est plus probable.
D'autres égyptologues, tels que Michael Rice, Francesco Tiradritti et Wolfgang Helck croient qu'il n'y avait pas de division du royaume égyptien et que Sekhemib et Péribsen étaient les seuls dirigeants. La division suspectée peut avoir été de nature purement bureaucratique, y compris des changements de titres de fonctionnaires de haut rang. Il est possible que le roi Nynetjer (ou Péribsen) ait décidé de diviser toute la bureaucratie égyptienne en deux départements distincts dans le but de réduire le pouvoir des fonctionnaires. Un tel acte n'était pas surprenant et s'est produit plusieurs fois dans l'histoire égyptienne, en particulier dans les dynasties ultérieures. Les chercheurs signalent également les mastabas autrefois palatiales et bien conservées de Saqqarah et d'Abydos appartenant à de hauts responsables tels que Rouaben et Nefer-Setekh. Ceux-ci sont tous datés du règne de Nynetjer à celui de Khâsekhemouy. Les égyptologues considèrent le témoignage archéologique de l'état des mastabas et de l'architecture originale comme la preuve que les cultes mortuaires des rois et des nobles de l'État ont eu lieu avec succès pendant toute la dynastie. Si c'est vrai, leur préservation est incompatible avec la théorie des guerres civiles et des problèmes économiques sous le règne de Péribsen. Rice, Tiradritti et Helck pensent que Nynetjer a décidé de quitter un royaume divisé pour des raisons privées ou politiques et que la scission était une formalité soutenue par les rois de la IIe dynastie,,.

### Fin de la dynastie: Khâsekhemouy
Comme dit précédemment, certains documents du début du règne de Khâsekhemouy, nommé alors Khâsekhem, font état d'un conflit avec le nord. Un second conflit, cette fois avec la Nubie semble avoir eu lieu. Malgré cette division, si tant est qu'elle ait eu lieu, le roi semble avoir entreprit des constructions importantes dès le début de son règne. En effet, concernant les réalisations architecturales, Khâsekhemouy est le roi de la Période thinite dont les réalisations architecturales sont les plus impressionnantes. Dans la région de Nekhen, des reliefs découverts dans la ville de Nekhen semblent indiquer que le roi est le commanditaire d'un temple d'Horus ; le « Fort », situé sur le côté nord du Grand Ouadi de Nekhen, est une importante construction en brique équivalente à l'enclos funéraire du roi situé à Abydos ; des reliefs sur des blocs de pierre découverts à El Kab (en face de Nekhen), ville de Nekhbet, et à Gebelein, dans le temple d'Hathor local, suggèrent également d'importantes constructions cultuelles sur ces sites. Il est à noter que la case de la Pierre de Palerme qui suit celle du 6e recensement indique que le roi entreprit la construction d'un bâtiment en pierre nommé « La déesse perdure » (Mn-Nṯr.t), cette construction pourrait être le temple de Nekhbet d'El Kab ou le temple d'Hathor de Gebelein,. Enfin, à Abydos, les constructions funéraires du roi sont les plus importantes du site, avec sa tombe V de 88 × 20 mètres minimum (il s'agit des dimensions des infrastructures) dans la nécropole d'Oumm el-Qa'ab et l'enclos funéraire Shunet El Zebib de 137 × 77 mètres, accompagné d'une flotte de bateaux funéraires. Malgré le fait que le pays soit réunifié, le roi choisit le cimetière d'Oumm el-Qa'ab à Abydos pour se faire enterrer : peut-être que la réunification, si l'Égypte a bien été divisée, a eu lieu tardivement dans le règne, obligeant Khâsekhemouy à renoncer à construire un nouveau tombeau à Saqqarah et donc à conserver le tombeau qu'il se serait fait à Abydos,.
Concernant les relations internationales, elles semblent atteindre un nouveau niveau, comme l'attestent la première mention de l'histoire égyptienne du titre « surveillant des pays étrangers » (jmj-rȝ ḫȝst), suggérant l'imposition de l'hégémonie égyptienne sur des territoires étrangers (il pourrait s'agir d'un territoire nubien d'après la stèle fragmentaire découverte à Nekhen suggérant une campagne militaire), ainsi que la découverte à Byblos d'un fragment de vase portant son nom, suggérant un certain niveau de relations commerciales entre cette ville et l'Égypte sous son règne, bien que ce vase ait pu atteindre ce lieu à une date ultérieure.
Une autre facette du règne est l'artisanat : en effet, non seulement, de nombreux vases à son nom ont été découverts, mais aussi des statuettes et de nombreux éléments de son trousseau funéraire, dont de la vaisselle en bronze et cuivre, un sceptre en sardoine bagué d'or et des vases en pierre fermés par des couvercles en feuilles d'or. La Pierre de Palerme indique dans l'année qui suit celle du 7e recensement a été nommée « création d'une statue en cuivre (nommée) "Grand est Khâsekhemouy" » ; il s'agit de la plus ancienne attestation de telles statues, les plus anciennes retrouvées datant de la VIe dynastie. Quant à l'année qui suit celle du 8e recensement, une activité de construction navale a été entreprise,.
À sa mort, la IIe dynastie prend fin et la IIIe dynastie commence. Cependant, il ne s'agit pas d'un changement de lignée : en effet, Khâsekhemouy a probablement pour successeur direct son fils Djéser,,,, bien que Sanakht soit aussi évoqué. Comme dit précédemment, il est possible que ce changement dynastique soit dû au choix de Djéser d'utiliser le type évènementiel et non le type numérique pour nommer les années.

## Économie d'État en Égypte antique
La terre est propriété du roi-dieu incarné, considérée dans son ensemble comme unité de production, avec le personnel qui la cultive, les bâtiments, les outils, le bétail. Ces lieux de production sont administrés dans le cadre de domaines centralisés (les hout, « châteaux ») ou de villes (les niout). Ils dépendent directement de l'administration royale, ou ils sont attribués à des institutions (temples, fondations funéraires royales), ou encore confiés à des fonctionnaires comme rétributions des charges occupées au service de l'État.
La propriété privée n'existe pas en principe, mais par le biais de l'hérédité des charges et surtout des dotations funéraires, il ne fait pas de doute que très tôt de grandes familles ont monopolisé des domaines importants. Ceux-ci restent sous le regard de l'administration, en cas de transmission et demeurent inaliénables, ce qui n'est pas le cas des biens purement immobiliers (contrats de vente de maisons).
L'économie agricole semble dès le IIIe millénaire fonctionner sur un système de quotas s'impôts dus à l'institution dont on dépend, le surplus restant acquis et pouvant servir à la consommation et à l'échange. Ce système vaut aussi pour l'élevage, la pêche et l'artisanat. Dans ce dernier cas, comme pour les fonctionnaires et entre les différentes institutions, l'État opère des redistributions-salaires.
L'Égypte pharaonique ne connaît pas la monnaie, mais très tôt les prix sont évalués par rapport à un étalon de métal (cuivre, or, argent). La fertilité de la vallée du Nil, la richesse et la diversité des productions développées au IIIe millénaire ont permis à ce système de générer une économie florissante et une certaine redistribution, où la disette et la famine sont rares.
Tous les échanges extérieurs sont le monopole de lÉtat. L'approvisionnement en matières premières (pierre, cuivre, or, bois) se réalise soit par des expéditions d'exploitation temporaires sur les lieux de gisements (Sinaï, montagne Arabique, Nubie) ou par des expéditions commerciales plus lointaines (Levant). L'abondance d'une céramique syro-palestinienne (bronze ancien II) dans les tombes du début du IIIe millénaire, en particulier dans la première partie de la Ire dynastie, témoigne de l'intensité des échanges. Dans ces échanges internationaux, l'or égyptien joue peut-être un rôle essentiel.